# Myonia graba
Myonia graba är en fjärilsart som beskrevs av Druce 1899. Myonia graba ingår i släktet Myonia och familjen tandspinnare. Inga underarter finns listade i Catalogue of Life.